# Cory Michael Smith
Pour les articles homonymes, voir Smith.
Cory Michael Smith, né le 14 novembre 1986, est un acteur américain.
Après une formation et des débuts au théâtre, il est révélé, à la télévision, par le rôle de Kevin Coulson dans la mini-série dramatique Olive Kitteridge (2014), qui lui vaut une proposition pour un Critics' Choice Television Awards. Il se fait ensuite connaître du grand public avec le rôle d'Edward Nygma dans la série télévisée fantastique Gotham (2014-2019).
Il profite alors du succès de la série pour jouer dans des longs métrages tels que The Guard, Carol, Le Musée des merveilles et First Man : Le Premier Homme sur la Lune.

## Biographie

### Jeunesse et formation
Smith est natif de Columbus, Ohio. Pendant ses études à l'Université d'Otterbein (en), Smith a été choisi pour jouer dans The Scene (en), Le Cercle de craie caucasien, Qui a peur de Virginia Woolf ? et Le Tartuffe ou l'Imposteur.

### Débuts sur scène
En 2011, Smith participe à l'avant-première à New York de The Shaggs: Philosophy of the World, joué par Playwrights Horizons (en).
De 2009 à 2012, on peut le voir à l'affiche de divers théâtres régionaux.
Smith fait ses débuts à Broadway dans Breakfast at Tiffany's en 2013. Dans la même saison, il apparaît aussi dans Off-Broadway dans chacune des avant-premières Cock alias The Cockfight Play par Mike Bartlett (en) et The Whale de Samuel D. Hunter qui avait sa première mondiale au Denver Center for the Performing Arts (en) avec la première new-yorkaise au Playwrights Horizons (en).

### Gothamet révélation
En 2014, il joue dans son premier long métrage pour le drame de guerre The Guard porté par Kristen Stewart. La même année, il apparaît dans un court film d'horreur, Dog Food, avec Amanda Seyfried. Smith joue également dans la série télévisée Olive Kitteridge aux côtés de Frances McDormand et Richard Jenkins. Cette mini-série de 4 heures est basée sur   le roman éponyme écrit par Elizabeth Strout.
La série est chaleureusement accueillie par la critique, nommée lors des Golden Globes, elle est récompensée par le Primetime Emmy Award de la meilleure mini-série ou du meilleur téléfilm. À titre personnel, son interprétation lui permet d'être proposé pour le Critics' Choice Television Awards du meilleur acteur dans un second rôle dans une mini-série ou un téléfilm.
L'année 2014 s'avère charnière pour l'acteur, puisqu'il décroche le rôle d'Edward Nygma alias l'homme mystère dans la série télévisée fantastique Gotham. Son adaptation convainc à l'unanimité les fans du comics, le personnage n'étant plus apparu depuis Batman Forever, campé alors par Jim Carrey dans une version bien plus décalée du personnage.

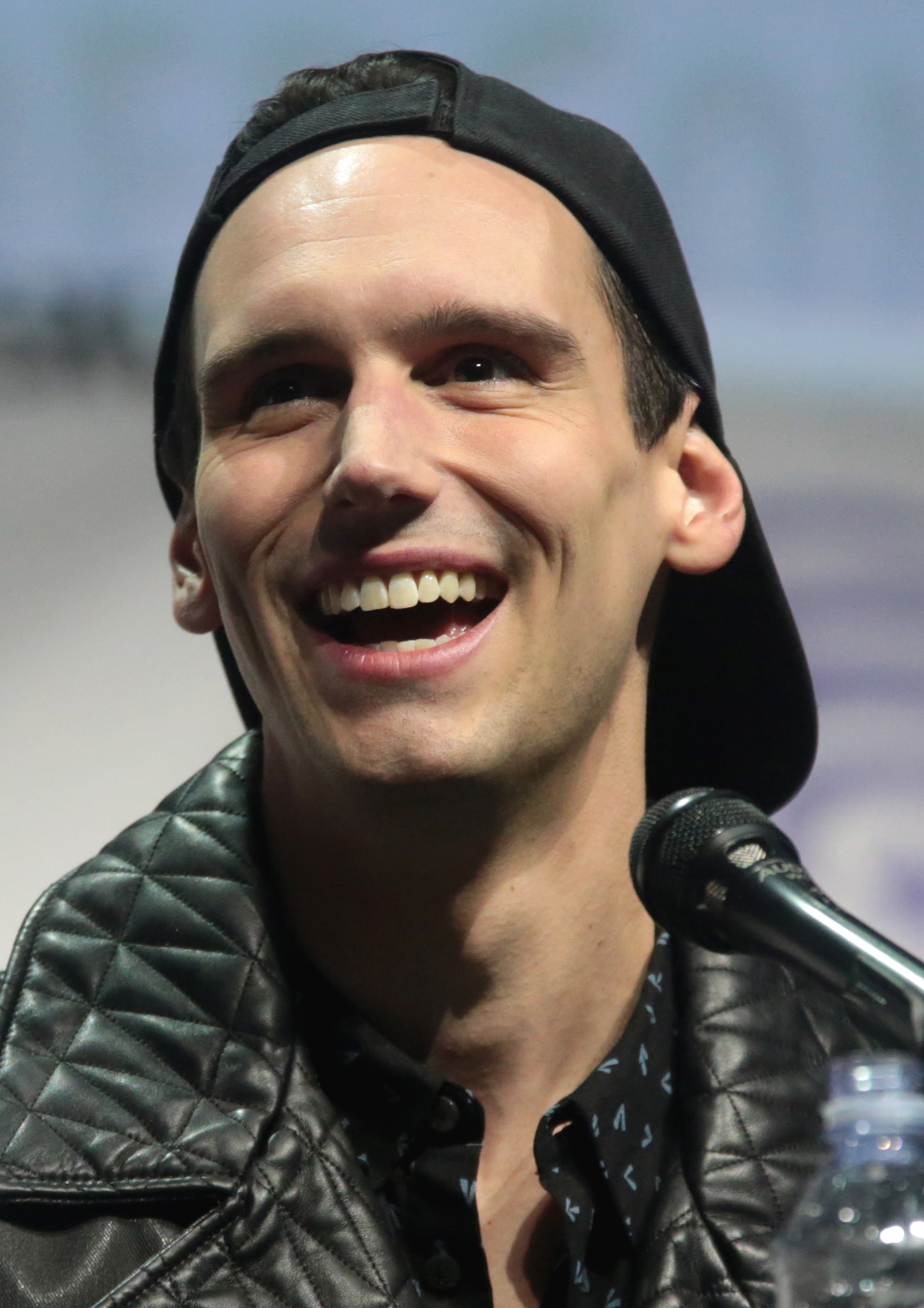
Au WonderCon 2017, pour la série télévisée Gotham.

L'année suivante, il décroche un second rôle dans le drame romantique Carol porté par l'oscarisée Cate Blanchett mais aussi Rooney Mara et Sarah Paulson.
En 2017, il joue un petit rôle dans le drame indépendant, plébiscité par la critique, Le Musée des merveilles de Todd Haynes avec Oakes Fegley, Julianne Moore et Michelle Williams.
En 2018, il produit et s'octroie un rôle dans le film indépendant 1985 de Yen Tan, qui en plus d'un accueil chaleureux par la critique, se retrouve cité et récompensé lors de nombreux festivals du cinéma,,,,. Pour ce drame, il donne la réplique à Jamie Chung, Virginia Madsen et Michael Chiklis.
La même année, il joue un second rôle aux côtés de Ryan Gosling et Claire Foy dans le drame First Man : Le Premier Homme sur la Lune, film d'ouverture du 75e Festival de Venise. Il interprète Roger B. Chaffee, un pilote américain de l'US Navy, sélectionné comme astronaute dans le cadre du programme Apollo.
En 2019, la série Gotham s'arrête au bout de cinq saisons et 100 épisodes,.
Libéré de cet engagement, l'acteur rebondit rapidement en rejoignant la série dramatique Utopia d'Amazon Video. Il y incarne l'un des premiers rôles aux côtés de Dan Byrd.

### Vie privée
En 2018, dans le cadre de la promotion du drame 1985, l'acteur fait son coming out lors d'une interview accordée à The Daily Beast,.

## Théâtre
- 2011 : Edith Can Shoot Things and Hit Them de A. Rey Pamatmat
- 2013 : Cock aka The Cockfight Play : John
- 2013 : The Whale : Elder Thomas
- 2013 : The Shaggs: Philosophy of the World : Kyle
- 2013 : Breakfast at Tiffany's : Fred (le narrateur)

## Filmographie

### Cinéma
- 2014 : Dog Food (court métrage) : Declan
- 2014 : The Guard (Camp X-Ray) de Peter Sattler : Bergen
- 2015 : Carol de Todd Haynes : Tommy Tucker
- 2017 : Le Musée des merveilles (Wonderstruck) de Todd Haynes : Walter
- 2018 : 1985 de Yen Tan : Adrian (également producteur exécutif)
- 2018 : First Man : Le Premier Homme sur la Lune de Damien Chazelle : Roger B. Chaffee
- 2022 : Call Jane de Phyllis Nagy
- 2023 : May December de Todd Haynes
- 2024 : Saturday Night de Jason Reitman : Chevy Chase
- 2025 : Valeur sentimentale de Joachim Trier
- 2026 : October de Jeremy Saulnier

### Télévision

#### Séries télévisées
- 2014 : Olive Kitteridge : Dr Kevin Coulson (mini-série)
- 2014 - 2019 : Gotham : Edward Nygma (rôle principal - 100 épisodes)
- 2020 : Utopia : Thomas Christie (rôle principal)
- 2023 :Transatlantique : Varian Fry

#### Téléfilms
- 2025 : Mountainhead : Ven

## Distinctions
Sauf indication contraire ou complémentaire, les informations mentionnées dans cette section proviennent de la base de données IMDb.

### Nominations
- Critics' Choice Television Awards 2015 : meilleur acteur dans un second rôle dans une mini-série ou un téléfilm pour Olive Kitteridge
- Gold Derby Awards 2015 : meilleur acteur dans un second rôle dans une mini-série ou un téléfilm pour Olive Kitteridge
- 19e cérémonie des Teen Choice Awards 2017 : meilleur méchant dans une série télévisée pour Gotham